# Vice Ganda
Jose Marie Borja Viceral (Tondó, 31 de marzo de 1976), conocido popularmente como Vice Ganda, es un comediante, presentador de programas de entrevistas, presentador de televisión, actor, empresario y cantante filipino. Es un presentador habitual del programa de variedades del mediodía de ABS-CBN, It's Showtime, y ha protagonizado varias películas, ocho de las cuales se consideran las más taquilleras del cine filipino.
Apodada como la "superestrella de taquilla fenomenal e insuperable" por varios medios de comunicación, Ganda se encuentra entre las celebridades filipinas más seguidas en todas las principales plataformas de redes sociales. Los premios Edukcircle Awards lo premiaron como una de las celebridades más influyentes de la década. CNN Philippines reconoce las exitosas películas consecutivas de Ganda como uno de los momentos que definieron la cultura pop de Pinoy en la década de 2010. Forbes Asia lo incluyó entre las 100 estrellas digitales principales por ser una de las celebridades más influyentes de Asia-Pacífico en las redes sociales. En 2021, Ganda ganó un premio creativo de la Academia Asiática al mejor presentador de entretenimiento.
Ganda es el actor de cine filipino más taquillero de todos los tiempos, con una ganancia total bruta de más de ₱4.6 mil millones desde 2022. A lo largo de su carrera, ha ganado más de 80 premios, incluido el prestigioso premio Dolphy Lifetime Achievement Award en la 66.ª edición de los premios FAMAS. Durante sus rutinas de stand-up, Vice Ganda utiliza comedia de observación, ironía situacional y sarcasmo en relación con la cultura filipina y la sexualidad humana. También es el primer patrocinador abiertamente LGBTQ de Globe Telecom. Actualmente, Vice Ganda está bajo la dirección de ABS-CBN, con el jefe de la unidad de negocios Deo Endrinal como su actual gerente, reemplazando al columnista de entretenimiento Ogie Díaz.

## Primeros años
Antes de hablar con su familia y seres queridos, Vice Ganda era conocido como "Tutoy", que era su apodo cuando era niño. El menor de seis hijos, Vice Ganda creció en el barrio de Sta Cruz, Manila. Su padre, nativo de Taysan, Batangas y capitán de un barangay en Tondo, Manila, fue asesinado cuando era joven, lo que llevó a su madre, una ilocana de San Juan, La Unión, a dejar a sus hijos para trabajar en el extranjero como cuidadora. Vice pudo sostener sus estudios gracias a una beca otorgada por una mujer japonesa desconocida que financió su educación desde el tercer grado hasta el segundo año de la universidad. Estudió ciencias políticas en la Universidad del Lejano Oriente, pero no pudo completar sus estudios para seguir su carrera.

## Carrera

### 1997-2008: comedia stand-up y transición a la televisión y el cine
Vice Ganda comenzó como cantante, luego como comediante de Punchline y The Library en Manila, cuyo propietario Andrew de Real le dio el nombre artístico de "Vice Ganda". Fue descubierto por Hans Mortel, quien luego le presentó a De Real, el "Padrino de Malate" y "Rey de los bares de comedia", quien había sido su mentor para sus parodias de comedia. Allí pasó varios años desarrollando su material en los clubes de comedia. Su carrera comenzó a construirse después de apariciones en televisión y reseñas de columnas sensacionalistas.
Trabaja junto a sus compañeros comediantes Chokoleit, Pooh, John Lapus y Rey Kilay. Vice es ampliamente conocido por su comedia de observación y sus parodias cómicas de ironía situacional. En 1999, un buscador de talentos y ahora también comediante y gerente de televisión, Ogie Díaz, descubrió Vice en una de sus visitas a los bares de comedia.
Apareció primero como Antonia en Judy Ann Drama Special transmitido por la cadena de televisión comercial ABS-CBN. También hizo un cameo en Sa Paraiso ni Efren, una película producida por Regal Films. En el mismo año, Vice apareció como uno de los invitados de Comedy Central Market bajo GMA Network y se convirtió en artista invitado de un programa ahora desaparecido, SOP, en la misma cadena. En 2002, fue uno de los contendientes en "O Diva" y "Birit Queen", ambos concursos de canto en Eat Bulaga!, el programa de mediodía de mayor duración en Filipinas. Desde entonces, interpretó papeles menores o papeles invitados en varios programas de televisión de ABS-CBN como MRS (Most Requested Show) y varios papeles en una antología dramática, Maalaala Mo Kaya.
En 2007, Vice Ganda apareció en su mayor proyecto en ese momento en Apat Dapat, Dapat Apat, una película de VIVA Films protagonizada por Candy Pangilinan, Eugene Domingo, Rufa Mae Quinto y Pokwang. Durante este tiempo, continuó actuando como comediante para llegar a fin de mes. En el mismo año, interpretó a uno de los actores secundarios de una serie de televisión Kokey. En 2008, Ganda apareció en un papel menor en la película independiente Condo con Coco Martin, y en el mismo año en una película de Star Cinema In My Life junto a Vilma Santos y John Lloyd Cruz. Luego apareció en varias series de televisión y comedias de situación como Dyosa, bajo la dirección de Wenn V. Deramas, y en la serie dramática Maging Sino Ka Man: Ang Pagbabalik.

### 2009-2015:It's Showtimey ascenso a la fama

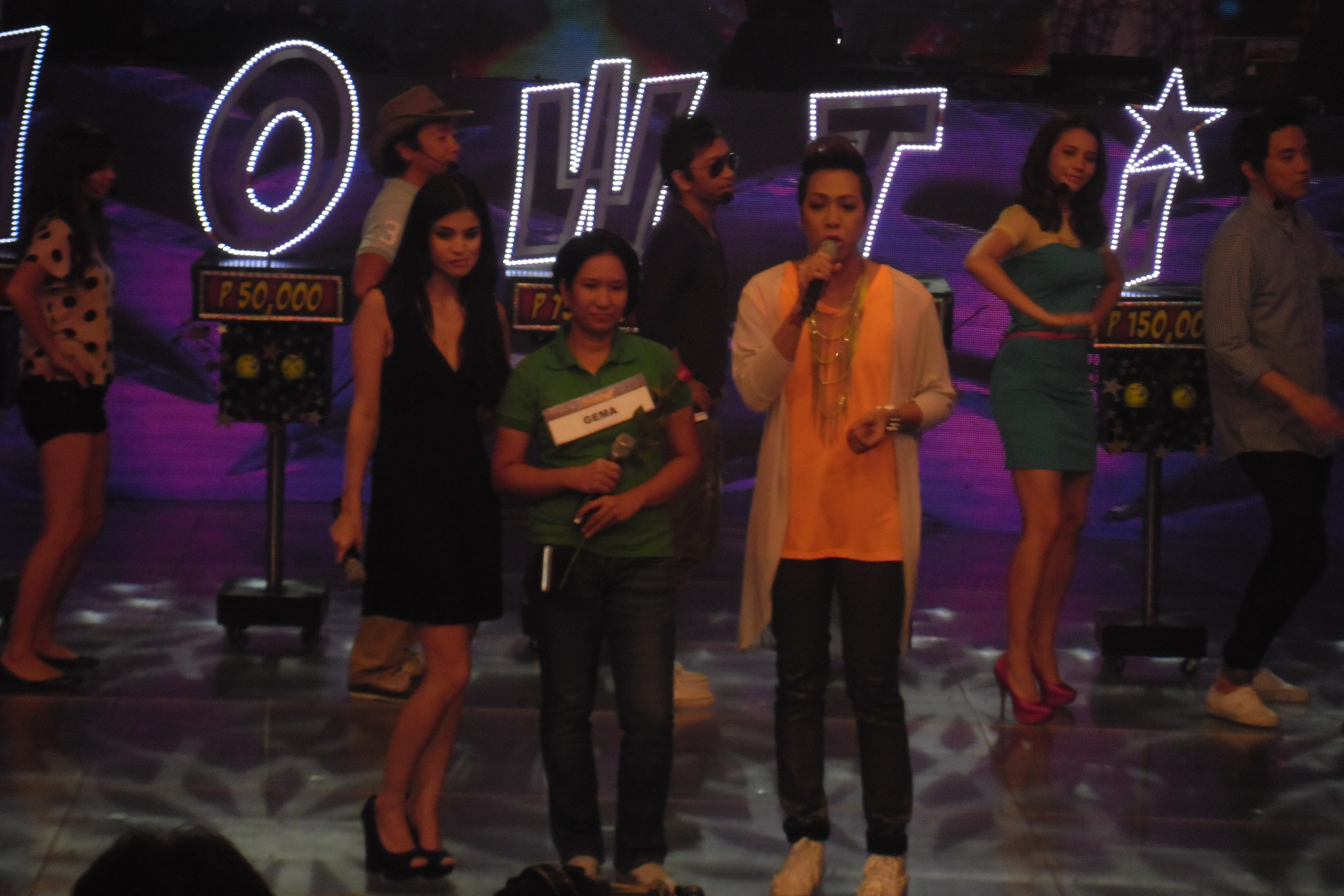
Vice Ganda (derecha) presenta el segmento "Showtime Goodtime" de It's Showtime.

La mayor oportunidad de Vice Ganda fue cuando se convirtió en parte de It's Showtime, un programa de búsqueda de talentos de ABS-CBN que se estrenó en octubre de 2009. El papel fue rechazado por el entonces comediante Long Mejía hasta que se le ofreció reemplazar a Mejía como juez no elegible. Con este avance en su carrera, la historia de vida de Vice de ser acosado cuando era un joven homosexual en el armario también ha aparecido en la antología dramática, Maalaala Mo Kaya.
En el 2010 ganó gran popularidad debido a sus bromas y sarcasmo. Fue uno de los papeles secundarios de Hating Kapatid junto a Judy Ann Santos y Sarah Geronimo. En el mismo año, protagonizó su primer largometraje, una nueva versión de la película de comedia de 1988, Petrang Kabayo, originalmente interpretada por Roderick Paulate. La película fue un éxito instantáneo en su lanzamiento y se convirtió en una de las películas filipinas más vendidas de 2010. En el mismo año, Ganda organizó su primer gran concierto titulado "May Nag-Text".. 'Yung totoo! Vice Ganda sa Araneta" celebrada en el Coliseo Araneta.
En 2011, se convirtió en presentador de su propio programa de entrevistas dominical, Gandang Gabi, Vice!, que finalizó en 2020. En el mismo año, ganó el premio Bert Marcelo Achievement Award a la excelencia en comedia en los premios GMMSF Box-Office Entertainment Awards 2011. También apareció en varios papeles como invitado para series de televisión, Your Song, 100 Days to Heaven y I Dare You. Luego, Vice lanzó su exitoso segundo gran concierto en el Araneta Coliseum, un evento con entradas agotadas llamado "Eto Na: Vice Ganda, Todong Sample sa Araneta".
En 2012, protagonizó la película The Unkabogable Praybeyt Benjamin, con Derek Ramsay, dirigida por Wenn V. Deramas. La película se convirtió en la primera película local en llegar a ₱300 millones en ventas de boletos y demostró ser un éxito de taquilla aún mayor que Petrang Kabayo. Ganda también protagonizó la película de comedia filipina This Guy's in Love with U Mare! con Star Cinema y Viva Films, junto a Luis Manzano y Toni Gonzaga, dirigida por Deramas. Ganda apareció en su primera participación en el Festival de Cine de Metro Manila, Sisterakas, una película de parodia de comedia filipina producida por Star Cinema y Viva Films en 2012 junto con Kris Aquino y Ai-Ai de las Alas. La película se convirtió en la película filipina más taquillera de 2012 y ahora la tercera película filipina más taquillera de todos los tiempos.
En 2013, protagonizó otra exitosa película junto a Maricel Soriano llamada Girl, Boy, Bakla, Tomboy, una entrada oficial del Festival de Cine de Metro Manila de 2013. La película le valió a Ganda una nominación a Mejor Actor en el MMFF y le valió el premio al Actor de Cine del Año en los Premios Philippine Movie Press Club Star Awards for Movies (PMPC) de 2014. En el mismo año, Ganda tuvo su tercer gran concierto llamado "I-Vice Ganda Mo Ko sa Araneta", un concierto en vivo que generó controversia con la periodista principal de GMA News, Jessica Soho.
En 2014, Star Cinema estrenó una película llamada The Amazing Praybeyt Benjamin, una entrega oficial del Festival de Cine de Metro Manila de 2014 y una secuela de una película de 2011 del mismo título. Vice participó junto a la actriz Alex Gonzaga, y los actores Richard Yap y James "Bimby" Aquino-Yap. La película fue dirigida por Wenn V. Deramas y se convirtió en la película filipina más taquillera de 2014.
En 2015, Star Cinema estrenó Beauty and the Bestie, una entrega oficial de Festival de Cine de Metro Manila de 2015, dirigida por Wenn V. Deramas. Vice protagonizó junto a los actores Coco Martin, James Reid y Nadine Luster. La película terminó como la película filipina más taquillera de 2015.

### 2016-presente: éxito crítico y proyectos recientes
En 2016, Vice Ganda protagonizó la película de comedia de acción The Super Parental Guardians con Coco Martin. La película está dirigida por Joyce Bernal y está bajo la producción de Star Cinema. Esto marca la tercera película consecutiva más taquillera de Ganda, ya que superó la taquilla bruta de fin de año de 2016 en el cine filipino. La película también hizo historia, ya que ostenta el récord de mayor recaudación bruta en el día de estreno de todas las películas filipinas, con ₱75 millones. En el mismo año, se convirtió en juez en las temporadas 5 y 6 de Pilipinas Got Talent, junto con sus compañeros famosos, Angel Locsín y Robin Padilla y en Pinoy Boyband Superstar con Aga Muhlach, Yeng Constantino y Sandara Park, miembro de 2NE1.
En el 2017, protagonizó otra entrega en el Festival de Cine de Metro Manila titulada Gandarrapiddo: The Revenger Squad junto a Daniel Padilla y la Miss Universo 2015 Pia Wurtzbach. La película marca la cuarta película consecutiva más taquillera del año de Ganda. Además de su película, también realizó dos conciertos importantes en el mismo año, el primero es el concierto con entradas agotadas "Pusuan Mo si Vice Ganda sa Araneta", que agregó algunos espectáculos en los Estados Unidos, particularmente en Houston, Texas, Kissimmee, Florida, San Diego y Los Ángeles en California, y el segundo es el gran concierto de lanzamiento de su propia marca de maquillaje, Vice Cosmetics, titulado "Vice Ganda For All".
En 2018, protagonizó Fantastica, una película de comedia de fantasía filipina de 2018 dirigida por Barry Gonzales y una entrega oficial del Festival de Cine de Metro Manila anual. Está protagonizada por un elenco que incluye a Bela Padilla, Richard Gutiérrez y Dingdong Dantes. La película se convirtió en la segunda película filipina más taquillera de 2018 y la quinta en la película filipina más taquillera de todos los tiempos.
En 2019, Vice Ganda junto con Anne Curtis encabezaron la entrega del Festival de Cine de Metro Manila de 2019, The Mall, The Merrier. Esta fue la primera vez que no superó la taquilla de dicho festival de cine y terminó en un segundo lugar detrás de Miracle in Cell No. 7. Vice también organizó su primer concierto a dúo con Songbird Regine Velásquez de Asia titulado "The Songbird and the Song Horse" en el Araneta Coliseum. El concierto fue un gran éxito y tuvo una duración de tres espectáculos consecutivos del 14 al 16 de febrero de 2019.
En junio del 2021, presentó un programa de juegos, Everybody, Sing!, que reemplazó a su propio programa de entrevistas Gandang Gabi, Vice!, el programa de juegos concluyó en octubre de 2021, luego regresó a la televisión para su segunda temporada en septiembre de 2022. El programa convirtió a Ganda en el primer filipino en ganar "Mejor estilo de vida", "Presentador / presentador de entretenimiento" en la cuarta edición de los Asian Academy Creative Awards (AACA). Debido a las restricciones provocadas por la pandemia de COVID, lanzó su primer concierto digital de pago por evento "Gandemia: The VG-tal Concert" en Sky Cable. Después de unos meses, con la relajación de las restricciones, Vice volvió a los escenarios en vivo con su concierto "Vax Ganda: A Dose Of Laughter" en Pechanga Resort & Casino en Temecula, California y en Mohegan Sun en Connecticut.
En 2022, Vice Ganda regresó al cine a través de la participación en el Festival de Cine de Metro Manila de 2022 Partners in Crime bajo Star Cinema junto con la vloguera Ivana Alawi, que terminó como la segunda entrada más taquillera de dicho festival de cine. La película se proyectó más tarde en Saitama y Nagoya, Japón, en febrero de 2023. Vice impulsó su éxito aún más, ya que ganó numerosos premios como "Influencer de Twitter más destacada", "Personalidad de redes sociales más destacada", "Celebridad filipina multimedia más influyente" y "Presentador de programas de entretenimiento más destacado" en el 5. º Gawad Lasallianeta celebrado en la Universidad De La Salle Araneta.e Ganda también ganó el premio al "Mejor presentador de un programa de variedades" en los premios Platinum Stallion National Media Awards 2023 de la Universidad Trinity de Asia. Renovó su contrato con ABS-CBN en 2023 y anunció una serie de conciertos en Canadá y Estados Unidos.

## Otros emprendimientos

### Música
En 2011, Vice Ganda lanzó su primer álbum de estudio, Lakas Tama bajo Vicor Music. Presenta principalmente canciones pop y novedosas, incluido su sencillo principal "Palong Palo", escrito por el líder de Callalily, Kean Cipriano. En el mismo año, también fue incluido en el álbum recopilatorio de Showtime, lanzado por Star Records.
En 2013, lanzó su álbum homónimo bajo Star Music. El sencillo de Ganda, "Karakaraka", con el rapero filipino Smugglaz, alcanzó rápidamente el primer puesto de las canciones más descargadas en el portal musical en línea MyMusicStore el primer día de su lanzamiento. El exitoso sencillo se utilizó como tema principal de la película de comedia romántica de Star Cinema de 2013 Bromance: My Brother's Romance . En 2014, Vice Ganda lanzó su tercer álbum, titulado #Trending, que incluía las canciones "Boom Panes" y "Push Mo Yan Teh!" . El álbum alcanzó el estatus de disco de oro con más de 7500 copias vendidas en su primera semana según la Asociación Filipina de la Industria Discográfica, Inc. (PARE). El álbum incluía canciones que hablan sobre problemas sociales, incluida la desigualdad de género y la corrupción.
En 2015, Vice Ganda lanzó su sencillo "Wag Kang Pabebe" con un video musical lanzado en julio del mismo año. También lanzó "Eh di Wow" como banda sonora oficial de Inday Bote y una versión de "Chuva Choo Choo" de Jolina Magdangal como banda sonora de su película, Beauty and the Bestie. En 2016, Vice lanzó la banda sonora de su película The Super Parental Guardians, titulada "Ang Kulit", una composición original bajo Star Records. La canción fue compuesta por Jonathan Manalo en la que Ganda le expresó su gratitud por hacer el sencillo junto con sus éxitos anteriores como "Wag kang Pabebe" y "Boom Panes" durante el espectáculo de Manalo en el Museo de la Música. En 2017, Ganda lanzó su sencillo de balada "Hanggang Kailan Aasa"  y su sencillo pop "Gigil si Aquo". Al año siguiente, lanzó "Ganda for All", un sencillo que no pertenece al álbum y "Kay Sayang Pasko Na Naman" en 2019.
El 16 de julio de 2016, Vice Ganda lanzó su primer libro titulado President Vice: Ang Bagong Panggulo ng Pilipinas, una parodia sobre cómo se ocuparía de los problemas de los filipinos en caso de que fuera elegido el próximo presidente de Filipinas. A partir de 2017, el libro ya vendió más de 100.000 copias en Filipinas.

### Productos cosméticos
El 7 de octubre de 2017, Vice Ganda lanzó "Vice Cosmetics", su propia marca de cosméticos. En una entrevista de Rappler durante su exitoso Meet-and-Greet en la tienda TriNoma, dijo que la idea de iniciar su propia compañía de maquillaje comenzó cuando le ofrecieron patrocinar una línea de cosméticos. Todos sus productos de Vice Cosmetics están diseñados y fabricados en Los Ángeles. En línea con el lanzamiento, se llevó a cabo un concierto llamado "Ganda For All" en el Smart Araneta Coliseum con varios artistas, incluidos sus primeros patrocinadores famosos, Maymay Entrata y Kisses Delavin. Durante el evento, Vice Cosmetics obtuvo el récord mundial Guinness luego de que 6900 personas se aplicaran lápiz labial al mismo tiempo, superando el récord de MaryKay Cosmetics en China con un récord anterior de 5840.

## Vida personal

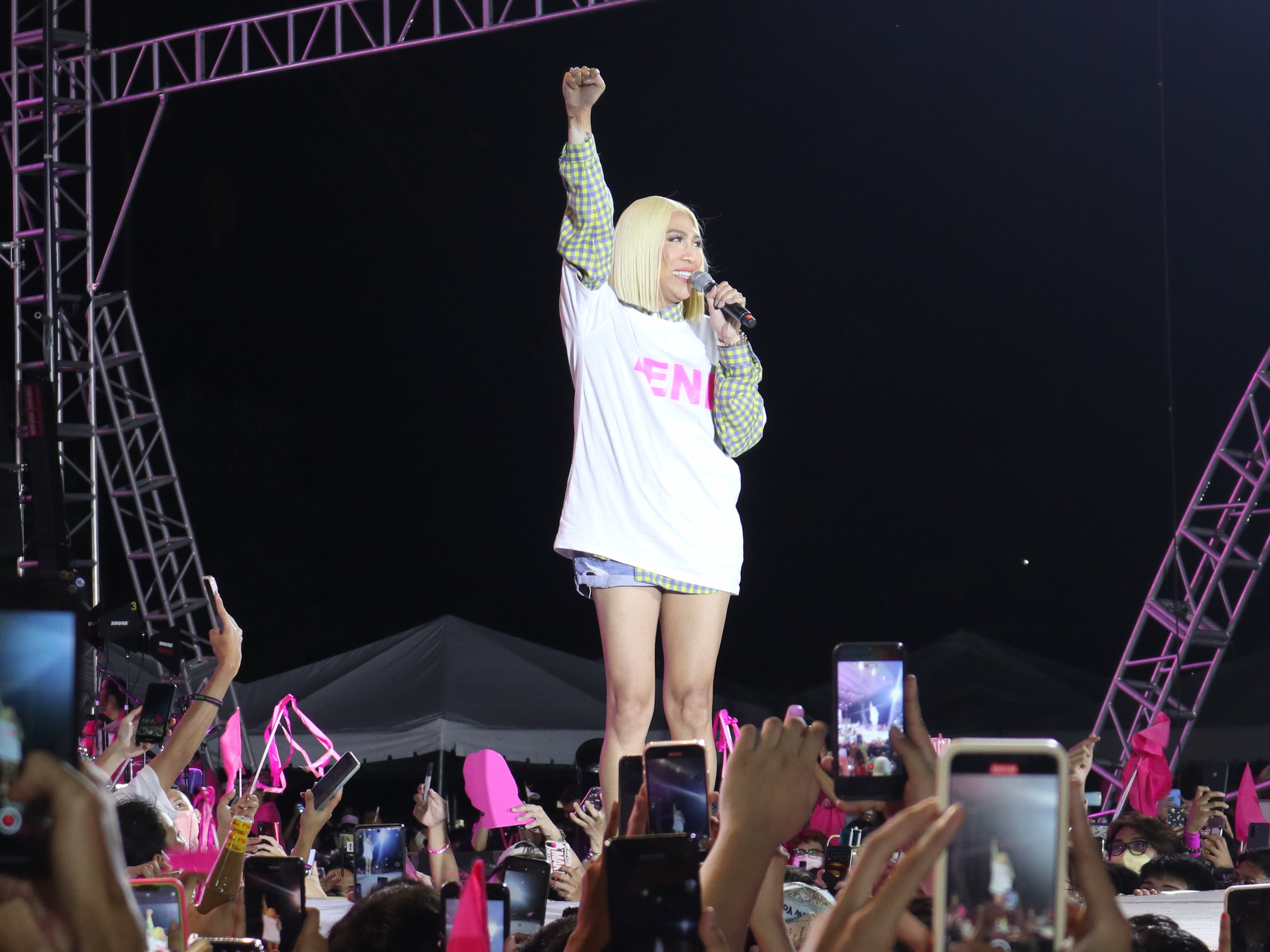
Vice Ganda en un acto de apoyo a la campaña presidencial de Leni Robredo.

A Vice Ganda no le importa que se le llame con pronombres masculinos o femeninos, identificándose como no binario. Ha abogado por los derechos y la representación queer a lo largo de su carrera. 
Según los informes, Vice Ganda sufría de depresión debido a problemas profesionales y personales. Una de las mayores inspiraciones de su vida es su maestro, quien le dijo que "siempre siga sus sueños sin importar cuán grandes o salvajes sean". Desde noviembre de 2018, ha estado en una relación con Ion Perez, miembro del elenco de apoyo en It's Showtime. En su vlog de YouTube subido el 13 de febrero de 2022, reveló que él y Pérez se sometieron a una ceremonia de compromiso el 19 de octubre de 2021 en The Little Vegas Chapel en Las Vegas, Nevada.

### Política
Vice Ganda respaldó al alcalde de la ciudad de Dávao, Rodrigo Duterte, para presidente, durante las elecciones filipinas de 2016, y lo ha tenido como invitado en su programa de televisión nocturno Gandang Gabi, Vice!. Para las elecciones filipinas de 2022, respaldó a la vicepresidenta Leni Robredo para presidente, afirmando que "Tayo dapat ang manolo. Si Leni Robredo ang magpapanalo sa atin. Ang tagal-tagal na natin talo. Ipanalo naman natin ang isa't-isa. (Deberíamos ganar. Leni Robredo nos hará ganar. Hemos estado perdiendo durante tanto tiempo. Hagámonos ganar unos a otros)." En el miting de avance de Robredo (mitin final antes del día de las elecciones), también respaldó al senador Kiko Pangilinan para vicepresidente.

## Filantropía
En 2013, Vice Ganda subastó parte de su ropa y actuó para un programa de comedia para recaudar fondos y donó todas las ganancias a las operaciones de ayuda Sagip Kapamilya (Save a Family) de ABS-CBN para los afectados por el supertifón Yolanda, uno de los ciclones tropicales más mortíferos y poderosos jamás registrados. También se unió a un juego de baloncesto de caridad organizado por otras celebridades y jugadores de la PBA que se llevó a cabo en el Ynares Sports Arena en Pasig City para recaudar fondos para las familias afectadas particularmente en la región de Visayas.
En 2020, durante el pico de la pandemia de COVID-19 en Filipinas, Vice Ganda donó mascarillas, guantes desechables, gafas de seguridad, alcohol y spray desinfectante para uso de los trabajadores de la salud en varios hospitales de Filipinas. Además de su extensa campaña de donaciones para médicos de primera línea, Ganda también brindó asistencia financiera a más de 400 empleados de su empresa de cosméticos. Ganda también lanzó su campaña de donación posterior al cumpleaños para dos barangays en la ciudad de Quezon, en la que entregó paquetes de ayuda que contenían productos enlatados, arroz, fideos, jabones, entre otros, a 850 familias en Brgy. Triángulo Sur y Brgy. Paligsahan.
Vice estuvo entre los artistas que aparecieron en " Pantawid ng Pag-ibig: At Home Together Concert ". Lanzó su sencillo "Corona Bye-Bye Na" durante la transmisión en vivo. El programa tenía como objetivo recaudar fondos para las necesidades básicas de los afectados por la pandemia. Ganda también se asoció con Angel Locsín para proporcionar camas en tiendas temporales para dormir con aire acondicionado para el personal médico y otros trabajadores esenciales de la ciudad de Taguig.
En noviembre de 2020, Vice Ganda junto con su novio Ion Perez, su hermano Babot Viceral, el actor y bailarín Jhong Hilario y su prometida Maia Azores, comenzaron una campaña de donación que asignó más de ₱1 millones para ayudar a comprar donaciones para las personas afectadas por el tifón Vamco, conocido localmente como Ulysses.
En el episodio de agosto de 2021 de su programa, ¡Todos cantan! donde los concursantes son montañeros y excursionistas, Vice agregó una donación a los beneficiarios de Bourne to Hike Mountaineers: las comunidades Aeta enBicolandia. En noviembre de 2021, donó su tarifa de talento de un día a la Fundación ABS-CBN en beneficio de las víctimas del tifón Odette en Cebú y Siargao. Ganda anunció esto durante la transmisión en vivo de It's Showtime, lo que influyó en sus compañeros anfitriones para que también donaran sus honorarios por talento.
En noviembre de 2021, durante la competencia anual "Magpasikat" de los anfitriones de It's Showtime entre sí. Vice y su grupo junto con Ryan Bang y Jackie Gonzaga ganaron el segundo lugar y dedicaron su premio ganador de ₱100,000 a The Ruth Foundation for Palliative and Hospice Care (Ruth Foundation Project Reef Care). Dicha fundación atiende casos de COVID y no COVID y los ayuda con atención médica.
En enero de 2022, donó ₱500,000 a un concierto benéfico de 10 días encabezado por Regine Velásquez en la "campaña Tulung-Tulong sa Pag-ahon" de la Fundación ABS-CBN para ayudar a una mayor recuperación de las familias afectadas por el tifón Odette. En marzo de 2022, en un vlog subido a su cuenta de YouTube, Vice brindó ayuda a extraños al azar pagando los medicamentos que compraron en una farmacia frente al Centro Médico AFP en Quezon City. Según él, encontrar el dinero para comprar medicamentos es un gran dolor de cabeza para muchas personas, por lo que pagó los gastos de todos los clientes durante todo el día.